# Alianza Popular (Perú)
Alianza Popular fue una coalición política conformada por partidos y movimientos políticos de derecha, activa el 2015 y 2016. Fue constituida inicialmente por los entonces partidos políticos más antiguos del país con inscripción abierta, el Partido Aprista Peruano y el Partido Popular Cristiano, lo que posteriormente se sumaron el partido Vamos Perú y el movimiento regional Fuerza Loretana con el fin de lanzar la candidatura de Alan García a la presidencia del Perú en las elecciones generales de Perú de 2016.

## Conformación de la Alianza
Postuló a Alan García como candidato a la Presidencia de la República, junto a Lourdes Flores como candidata a la Primera Vicepresidencia de la República. 
Fue constituida de forma oficial el 12 de diciembre de 2015. Los partidos políticos que conformaron esta alianza fueron:
| Partido | Partido                   | Ideología principal    | Líder                 |
| ------- | ------------------------- | ---------------------- | --------------------- |
|         | Partido Aprista Peruano   | Conservadurismo social | Alan García           |
|         | Partido Popular Cristiano | Conservadurismo social | Lourdes Flores Nano   |
|         | Vamos Perú                | Populismo              | Juan Sotomayor García |
|         | Fuerza Loretana           | Regionalismo           | Yván Vásquez          |

La plancha presidencial estuvo conformada de la siguiente manera:
| Candidatos        | Candidatos          | Candidatos           |
| Presidencia       | 1º Vicepresidencia  | 2º Vicepresidencia   |
| ----------------- | ------------------- | -------------------- |
| Alan García Pérez | Lourdes Flores Nano | David Salazar Morote |

## Resultados electorales
Alianza Popular ocupó el quinto lugar en las Elecciones Generales de 2016, obteniendo el 5.83% del total de votos emitidos. Consiguió cinco escaños en el Congreso de la República, todos miembros del Partido Aprista.

### Elecciones presidenciales
| Año  | Fórmula presidencial | Fórmula presidencial | Fórmula presidencial | Fórmula presidencial | Votos   | %               | Resultado | Notas |
| Año  | Presidente           | Presidente           | Vicepresidentes      | Vicepresidentes      | Votos   | %               | Resultado | Notas |
| ---- | -------------------- | -------------------- | -------------------- | -------------------- | ------- | --------------- | --------- | ----- |
| 2016 |                      | Alan García          | 1.º                  | Lourdes Flores       | 894 278 | \| \| 5.83 % \| | 5.º       |       |
| 2016 | 2.º                  | Alan García          | David Salazar        |                      | 894 278 | \| \| 5.83 % \| | 5.º       |       |
|      | 5.83 %               |                      |                      |                      |         |                 |           |       |

### Elecciones parlamentarias
| Año  | Congresistas | Congresistas    | Congresistas | Posición | Notas |
| Año  | Votos        | %               | Escaños      | Posición | Notas |
| ---- | ------------ | --------------- | ------------ | -------- | ----- |
| 2016 | 1 013 735    | \| \| 8.31 % \| | 5/120        | 5.º      |       |
|      | 8.31 %       |                 |              |          |       |

### Elecciones al Parlamento Andino
| Año  | Votos   | %               | Escaños | Posición | Notas |
| ---- | ------- | --------------- | ------- | -------- | ----- |
| 2016 | 821 492 | \| \| 8.15 % \| | 0/5     | 4.º      |       |
|      | 8.15 %  |                 |         |          |       |

## Congresistas elegidos por la Alianza Popular
- Mauricio Mulder (Lima)
- Jorge del Castillo (Lima)
- Luciana León (Lima)
- Javier Velásquez Quesquén (Lambayeque)
- Elías Rodríguez Zavaleta (La Libertad)

| Región      | Nombre                    | Número de Votos |
| ----------- | ------------------------- | --------------- |
| La Libertad | Elías Rodríguez Zavaleta  | 52,103          |
| Lambayeque  | Javier Velásquez Quesquén | 28,381          |
| Lima        | Mauricio Mulder           | 122,778         |
| Lima        | Jorge del Castillo        | 57,933          |
| Lima        | Luciana León              | 40,882          |

## Disolución
La coalición fue disuelta tras en las elecciones generales del 10 de abril de 2016. Para ese entonces, la presidente del PPC, Lourdes Flores, reconoció la presencia del antiaprismo para frenar los votos a favor de la alianza.